# Sunita Narain
Pour les articles homonymes, voir Narain.
Sunita Narain est une militante écologiste et politique indienne qui prône le concept de développement durable, née en 1961.
Narain est la directrice du Centre pour la science et l'environnement (Centre for Science and Environment, CSE), basé à New Delhi, et rédactrice en chef du bimensuel Down To Earth (en).
Le CSE reçoit le prix de l'eau de Stockholm en 2005 et, la même année, elle est elle-même récipiendaire de la Padma Shri.
En 2016, elle figure dans la liste des 100 personnes les plus influentes, dressée annuellement par le Time Magazine.

## Activités
Sunita Narain commence à travailler au Centre for Science and Environment en 1982, où elle collabore avec son fondateur, Anil Agarwal (en), tout en poursuivant ses études à l'université de Delhi. En 1985, elle est co-éditrice du State of India's Environment report (« Rapport sur l'état de l'environnement en Inde ») et commence à travailler sur les sujets de la gestion de la forêt. À cette occasion, elle sillonne le pays afin de comprendre la manière dont les habitants gèrent les ressources naturelles. En 1989, elle co-écrit avec Anil Agarwal Towards Green Villages (« Vers des villages verts ») sur les sujets de la démocratie locale et du développement durable. Durant ses années passées au CSE, elle étudie les relations entre l'environnement et le développement ; elle œuvre à créer une conscience publique en matière de développement durable. En 2012, elle écrit Excreta Matters: 7th Citizens’Report on the state of India’s environment (littéralement : « Les excréments comptent : septième rapport citoyen sur l'état de l'environnement en Inde »), une analyse sur la fourniture et la pollution de l'eau dans l'Inde urbaine.
Au fil des ans, Sunita Narain développe aussi la gestion et le soutien financier nécessaire au CSE, lequel compte plus de cent employés et présente une programmation dynamique. Au début des années 1990, elle s'intéresse aux problèmes environnementaux et continue à y travailler en tant que chercheuses et militante. Ses domaines de recherche sont variés, concernant la démocratie globale, avec une attention particulière portée au changement climatique, mais aussi les nécessités de démocratie directe en lien avec la gestion des forêts et les problèmes liés à l'eau. Elle devient un membre actif de la société civile, au niveau national comme international. Elle est, depuis 2000, Director general du CSE et participe activement à plusieurs projets de recherche et campagnes publiques,.
Elle fait partie de la direction de plusieurs organisations et de plusieurs comités gouvernementaux et elle a participé à de nombreuses rencontres et de nombreux forums à travers le monde. En 2008, elle est l'oratrice du discours solennel (K. R. Narayanan Oration) de l'Australia South Asia Research Centre de l'université nationale australienne.
En 2016, elle apparaît aux côtés de Leonardo DiCaprio dans le documentaire Avant le déluge ; elle intervient sur les effets du changement climatique sur la mousson et les fermiers de l'Inde.

## Publications
- 1989, co-auteur de Towards Green Villages.
- 1991, co-auteur de Global Warming in an Unequal World: A case of environmental colonialism[8].
- 1992, co-auteur de Towards a Green World: Should environmental management be built on legal conventions or human rights?.
- 2000, co-éditeur de Green Politics: Global Environmental Negotiations[9].
- 1997, co-éditeur de Dying Wisdom: Rise, Fall and Potential of India's Water Harvesting Systems[10].
- 1999, co-éditeur de The State of India’s Environment, The Citizens' Fifth Report.
- 2001, Making Water Everybody’s Business: the practice and policy of water harvesting[11].